# ゲゲゲの鬼太郎2 妖怪軍団の挑戦
『ゲゲゲの鬼太郎2 妖怪軍団の挑戦』（ゲゲゲのきたろう2 ようかいぐんだんのちょうせん）は、1987年12月22日にバンダイから発売されたファミリーコンピュータ用のRPG。漫画作品『ゲゲゲの鬼太郎』、およびアニメ作品『ゲゲゲの鬼太郎』を原作としている。

## 概要
日本列島を6エリア（関東地方、東北地方、中部・近畿地方、中国・四国地方、九州地方、謎の大陸）に分けてあり、それぞれ各エリア最後にボスがいる。それを討伐し進めていくのが基本コンセプト。アドベンチャー要素があり、時にはボスに近付くために重要アイテムを手に入れなければならない場合もある。スタート地点の関東地方以外の各エリアに「妖気雲（ようきぐも）」というバリアが張り巡らされてあり、内外に出入りすることができない。新しいエリアに行く際は、エリアとエリアを結ぶ地下洞窟を通って潜入する必要がある。

## ゲーム内容

### 鬼太郎の戦闘能力
主人公の鬼太郎は、持ち前の妖術や武器を使ったり、仲間を操って戦う。
妖術は自分の妖力（MP）を消費して行う。武器は何度でも使える。どの威力も、ひとつレベルを上げると大体（+5ダメージ）の比例で強くなっていく。

#### 妖術
体当たり
最初から使用可能。妖力は要らないが、威力は最弱。
髪の毛針
体当たりよりは威力が高い技。レベル2で習得する。
指鉄砲
中盤戦でもっとも頼りになる技。レベル4で習得する。
妖気変換
体力を64回復する。戦闘中唯一の体力回復方法。レベル6で習得する。
大地の怒り
地震を起こしてダメージを与える。かなりの破壊力。レベル8で習得する。
妖怪電気
体から電気を放出する最強の攻撃技。レベル9で習得する。

#### 武器
マタタビ
マタタビの枝を投げる。アイコンのデザインは木の枝。ダメージは無いが敵から逃げやすくなる。
リモコンゲタ
履いている下駄を飛ばして攻撃する。どこかの城に隠されているが、威力はあまり高くない。
チャンチャンコ
防御力が強化。敵を包み込んで1ターン足止めする。手に入れると鬼太郎のグラフィックも変化する。
オカリナ鞭
オカリナから鞭を伸ばして攻撃する。ある場所で手に入り、威力はリモコン下駄より強いが、進行上、より強い武器が先に手に入ってしまう。
天のお守り
お守りを敵に掲げる。ねずみ男の攻撃、砂かけばばあの攻撃、大地の怒り、妖怪電気のどれかがランダムに出る。
地獄の炎
炎を飛ばして攻撃する。アイコンのデザインは炎が封じられた巻物。ある場所でもらえる最強の武器。

### アイテム
主に敵を倒した後や、地蔵、ダンジョンの宝箱などから入手できる。
いずれも使えるのは移動中のみで、戦闘中は使用できない。
また、減少を明確に描写していないのでわかりにくいが、会話場面で相手の「ただではだめだ」といった台詞に応じると取引に用いたとして消費される。
ヤモリの干物
鬼太郎の体力を少し（16）回復する。
つるべ火
地下洞窟を明るく照らす。1度外に出るまで有効。妖怪蓑とは併用できない。
カラスの餌
カラスに乗って空を飛べる。飛行中は敵と遭遇しないが、森にしか着陸できない。また、妖気の雲に覆われたエリアでは使えない。
魔除けの香
一定時間、敵に遭遇しなくなる。ダンジョンでは使用不可。有効期間中、鬼太郎は首から香炉を提げた姿になる。
妖怪蓑
一定時間、ダメージ地帯でダメージを受けなくなる。有効期間中、鬼太郎は蓑笠姿になる。
再生の粉
鬼太郎の体力を大幅に（80）回復する。

### 問題点
各地にそのエリアの雲を作っている「妖気石」という妖怪がおり、それを探し出して退治すればそのエリアの雲が消滅し、各地を自由に行き来できるようになる。ただし探し出すまでが大変で、雲の中ではできることが限られている上、画面が点滅するため見づらく、洞窟の入り口などが見つけにくい。
謎解きのヒントや情報が少なく、次にどこへ行けばいいのかが解りにくい。通行人との会話というものもなく、イベントキャラクターからお告げをもらったり、宿泊所や妖怪ポストにある置手紙だけで謎を推理しなくてはならない。また、敵として登場する妖怪との戦いの際「話す」コマンドで、敵に話しかけて情報を得るという方法もある。これも前半は頼りになる情報が多いが、中盤あたりからは実用性のないことしか言わなくなる。
会話のメッセージ文章に使い回しが多く、ストーリーが進んでいくと同じような台詞が何度も出てくる。中でも、先述の戦闘中に敵に話しかけたときに急に「どうもありがとう」とお礼を言われたり、戦闘開始時の「あっ妖怪だ!」というメッセージが出たり、バグのような（いわゆる文字化けしたような）意味不明なメッセージが表示されたりなど、支離滅裂なやり取りも見られる。
エンカウント率はさほど高くないが、全体的に戦闘テンポが遅め。鬼太郎も敵妖怪も攻撃のたびに大きいアクションをする上、メッセージも遅いため、雑魚戦でも1分近い戦闘を強いられる。敵は全体的にHPと攻撃の回避率が異常に高く、このためにさらに戦闘終了が遅くなることもある。敵の妖怪は原作に出てきたものが多数を占め種類も多いが、強さの割には経験値と比例していない敵が多い。特に序盤はどんな雑魚を倒しても1～3ほどしか手に入らず、レベルを上げるには数十もしくは数百。最高レベルになるには、通算999稼ぐ必要があるために苦労させられる。一方で終盤には経験値50という雑魚もいる。最高レベルは10と少ないため、早ければ中盤あたりで最高になる。
しかし、終盤の雑魚敵はこちらが最高レベルの状態で最強技を1、2発当てても倒せないものばかりで、全部相手にしているとこちらの体力がもたなくなるほど、バランスにも問題がある。反対に鬼太郎側も戦闘回避がしやすく、一部のダンジョンを除いてはどんな雑魚でも高確率で逃げることができるため（無論、捕まる場合もあるが）レベル上げ以外の雑魚は無視してボスとだけ戦うのが攻略の基本となる。
また、Aボタンでアイテム選択画面を呼び出すが、もうひとつ「足元を調べる」という意味もあり、これで重要アイテムや洞窟の入り口を探す必要があることや、先述の「雲の中には地下道から潜入する」ことなど、説明書がないと解り辛いことも多い。

## 設定

### ストーリー
家に武器を置いて旅に出ていた鬼太郎の前に天女が現れ、日本が妖怪たちに占領されたと告げる。
帰途についた鬼太郎だが、家からは武器も目玉おやじも消えており、また天女との橋渡し役になると言われたガールフレンドの天童ユメ子も誘拐されていた。
ユメ子を助け日本を救うため、鬼太郎は仲間たちとともに、中国妖怪チー（九尾の狐）率いる妖怪軍団を相手に戦う。

### 舞台
関東地方
鬼太郎の家が存在する。北の城にいる見上げ入道を倒すとマタタビが入手できる。また南下すると伊豆諸島があり、付近には西洋妖怪の城や井戸仙人の墓も存在するが、訪れるのは九州地方攻略後になる。
東北地方
関東地方の洞窟を北に移動する事で侵入できる。猫長屋には猫娘がいる。ある社では毘沙門像を入手でき、また黒雲主を倒すと通行手形が入手できる。また、ある社にいる人物から「北の地に来るか」と聞かれ、北上する事で北の地である北海道に移動できるが、マップは存在せずメッセージのみとなっている。
中部・近畿地方
関東地方の洞窟を南に移動する事で侵入できる。富士山へ向かう洞窟内部には砂かけ婆がいる。通行手形を使用する事でぬらりひょんの城に入城できる。とある場所に天国と地獄への入口が存在する。
中国・四国地方
ぬらりひょんの城の北にある門から洞窟に入り、北に進む事で中国地方に、南に進む事で四国地方に侵入できる。狐城では天狐の依頼を断ることで牢屋に入れられるが、牢屋内部に子泣き爺がいる。その後、地獄で閻魔大王と面会し刑部狸を救出したあと、天狐との戦闘となり、倒すといかだが手に入る。
九州地方
狐城の地下からいかだを使用する事で侵入できる。敵に操られているぬりかべを倒すことで仲間にできる。ボスはダイダラボッチで、とある社にいる鼻、口、目玉をそれぞれ倒した後に、桜島にいる脳を倒す事で青玉が入手できる。
謎の大陸
チー率いる妖怪軍団の拠点。四獣である朱雀、蒼龍、玄武、白虎がいるほか、チーの居城である「百鬼城」が存在する。中国地方にある秋吉の洞窟で四つの玉を使用する事で侵入できる。位置的には日本の北西に存在する。四獣を退けた後、百鬼城にてチーと対決する事となる。

## キャラクター

### 仲間
鬼太郎以外の仲間は、原則として旅の途中で出会い次第、仲間に加わることとなる。戦闘中に鬼太郎の代わりに1ターン戦ってくれる。仲間によって攻撃力・守備力が異なる。それぞれ体力が10あり、敵に攻撃されると減って行き、0になると逃げ出してしまう。逃げ出した仲間は病院に入院しているので、迎えに行けば復活する。また、一部の敵（妖気石など）との戦いには出す事が出来ない。
猫娘
爪で敵を切り裂いて攻撃する。東北地方の猫長屋で仲間に加わる。
砂かけ婆
砂をまいて敵の攻撃力を弱める。ダメージは与えられない。中部・近畿地方の洞窟内部で仲間に加わる。
子泣き爺
石化して敵に体当たりして攻撃する。攻撃力はまずまず。狐城の牢屋で仲間に加わる。
一反木綿
敵に飛びついて締めあげる。仲間の中では一番攻撃力が強い。とある場所に隠れており発見すると仲間に加わる。
ねずみ男
敵に口臭を放ち逃亡させる。ダメージは与えられないが、逃げた場合は敵がアイテムを落とすことがある。道中何度も姿を見せるが、仲間に加わるのは終盤となる。
ぬりかべ
敵に体当たりして攻撃する。攻撃力は最も低い代わり、防御力が高い。当初はとある場所で敵に操られており、倒すことで仲間に加わる。

### 味方
戦闘には参加しないが、情報やアイテムの提供などをしてくれる。
天女
天界の使者。修業の旅に出ていた鬼太郎に、日本の危機を知らせた。
目玉おやじ
関東妖怪城で見上げ入道を倒すと現れ、ユメコが他へ連れ去られたと告げる。
地蔵
各エリアにいて、信心を示すとエリアごとに対応した褒美をくれる。但しそのアイテムを既に持っていると「早々に立ち去れ」と怒られて追い返されてしまう。また、調べるを選択した場合は罰当たりだと怒ってアイテムを没収する。
あるエリアには地蔵が2体いるが、片方は敵妖怪・化け地蔵で、倒しても近付くごとに復活する。
座敷童子
東北妖怪城の近くの家に住んでいる。鬼太郎を北海道に導いてくれる。
河童
中部・近畿地方の沼地に生息。きゅうりと引き換えに河童酒が貰える。
天狗
河童が作る河童酒が大好物。それと引き換えに八手の葉っぱが貰える。
鏡爺
八手の葉っぱと引き換えにあるボスを倒すためのアイテムを提供してくれる。大橋巨泉のギャグを発する。
刑部狸
四国の狸一族のボス。鬼太郎たちとは本来は敵対関係にあたるが、九尾ら狐一族とも敵対しているという利害の一致から、今作では味方。
閻魔大王
地獄の主。ある人物を復活させる為に彼の力を借りる必要がある。
油すまし
九州のボスについて情報を教えてくれる。但し少々がめつい。
バックベアード
通称・ベアード。アメリカ出身の妖怪で、鬼太郎たちとは本来は敵対関係にあたるが、今作では九尾の方を敵視しているため味方。南の海の孤島にある妖怪城の主を務める。あるものを物々交換する。
コロボックル
北海道で悪と戦っている善玉妖怪。進行上、ある取引をすることになる。
ユメ子
天界とコンタクトするための品を天女から預かったため、冒頭で誘拐されるが、終盤に救い出せる。救出後は戦いにはついて行かず、鬼太郎の家で留守番をする。
井戸仙人
九尾の狐を封じる品を作れる人物。当初は墓に眠っている。

### 敵
関東地方
- 髪切り
- 姑獲鳥
- 手の目
- ろくろ首
- からかさ

東北地方
- 蜘蛛火
- 雪男
- 雪女
- 二口女
- 自来也
- 火車

中部・近畿地方
- 鵺
- 鎌鼬
- 烏天狗
- 死神
- ずんべら
- ツチノコ

中国・四国地方
- 三つ目夜鬼
- 土蜘蛛
- 魍魎
- 蝦蟇
- ツツガムシ
- 骨女
- 姥ヶ火
- 野狐
- 空狐

九州地方
- がしゃどくろ
- 山男
- ムジナ
- ふくろさげ
- 二口老婆
- 狂骨

海
- 磯女
- 海坊主
- 磯撫で
- 縊鬼
- 濡女
- 大鯰
- 赤えい

地獄
- 赤鬼
- 奪衣婆
- じんちゅう

西洋妖怪の城
- 狼男
- ミイラ男

謎の大陸
- 水虎
- 牛鬼
- 燭陰
- 夜叉
- 酸與（サンヨ）
- 旋亀（センキ）
- 二面夜叉
- 羅刹

九尾の城
- 羽民（イエンミン）
- 形天
- 蠪姪（リョーシツ）

#### ボスキャラクター
見上げ入道
関東の妖怪城の主。ユメコは当初彼に囚われている。
黒雲主（くろくもぬし）
東北の妖怪城の主。あるアイテムを使わない限り、何度倒しても復活する不死身の妖怪。
ぬらりひょん
中部・近畿の妖怪城の主。当初は変装しており、あるアイテムを使わないと戦う事が出来ない。
天狐
中国地方の妖怪城の主。原作と違って狡猾な性格で、なかなか姿を見せない。
おにがしら
九州西側の鬼ヶ島にいる。降参後、竜宮城の情報を話す。
ダイダラボッチ
人型の巨人だが今作では身体は登場せず、顔の部位（鼻、口、目玉）がどこかの島にある「ボッチの社」に存在する。それらを倒さないと桜島にいる脳とは戦えない。
妖気石（ようきいし）
各エリアを覆っている妖気の雲を作り出している奇妙な石。倒して雲を晴らすまでは、エリア間の往来は地下を通るしかない。
四獣
謎の大陸の四方を守る獣。
朱雀（スジャク）
南の門にいる。門が大陸の入り口に存在するため、必然的に最初に戦うことになる。
白虎（ビャッコ）
西の砦にいる。最後の妖怪城の鍵を持つ。
蒼龍（ソウリュウ）
東の森の砦にいる。九尾を倒すヒントを知る人物を捕らえている。倒さなくてもクリア可能。
玄武（ゲンブ）
北の雪原の砦にいる。重要な品を持った人物を捕らえている。

チー（九尾の狐）
最終ボス。チーを撃破すると真の姿である九尾の狐へと変化し、体力・妖力を引き継いだ状態で挑むことになる。
なお、撃破後にあるアイテムを使わないと「らいうんへんげ」という倒せない姿に変化する。

## 評価
- ゲーム誌『ファミコン通信』の「クロスレビュー」では、5・6・6・6の合計23点となっている[5][4]。レビュアーの意見としては、「とにかく時間がかかる」、「戦闘シーンでアニメしたり、妖気バリアがあったり、発想がいい」などと評されている[5]。
- ゲーム誌『ファミリーコンピュータMagazine』の読者投票による「ゲーム通信簿」での評価は以下の通りとなっており、16.89点（満30点）となっている[1]。また、同雑誌1991年5月10日号特別付録の「ファミコンロムカセット オールカタログ」では、「前作を超えてさらにおもしろくなっている」と紹介されている[1]。

| 項目 | キャラクタ | 音楽 | 操作性 | 熱中度 | お買得度 | オリジナリティ | 総合  |
| 得点 | 3.18       | 2.79 | 2.77   | 2.74   | 2.66     | 2.75           | 16.89 |

- ゲームムック『死ぬ前にクリアしたい200の無理ゲー ファミコン&スーファミ』では「ザコ敵が強く、ボスの前に心が折れる。さらに、『調べる』というコマンドがあるものの、どこで使っても何も起きないという意味不明な仕様だ」「途中からザコ敵が急に強くなるが、経験値が『1』しかもらえない。敵の強さと経験値は無関係なのだ」「『金』という概念がなく、アイテムは、拾うか地蔵からもらうしかない」とゲームシステムを否定的に捉えた記述が多々なされた[2]。